# Pistoiese Football Club

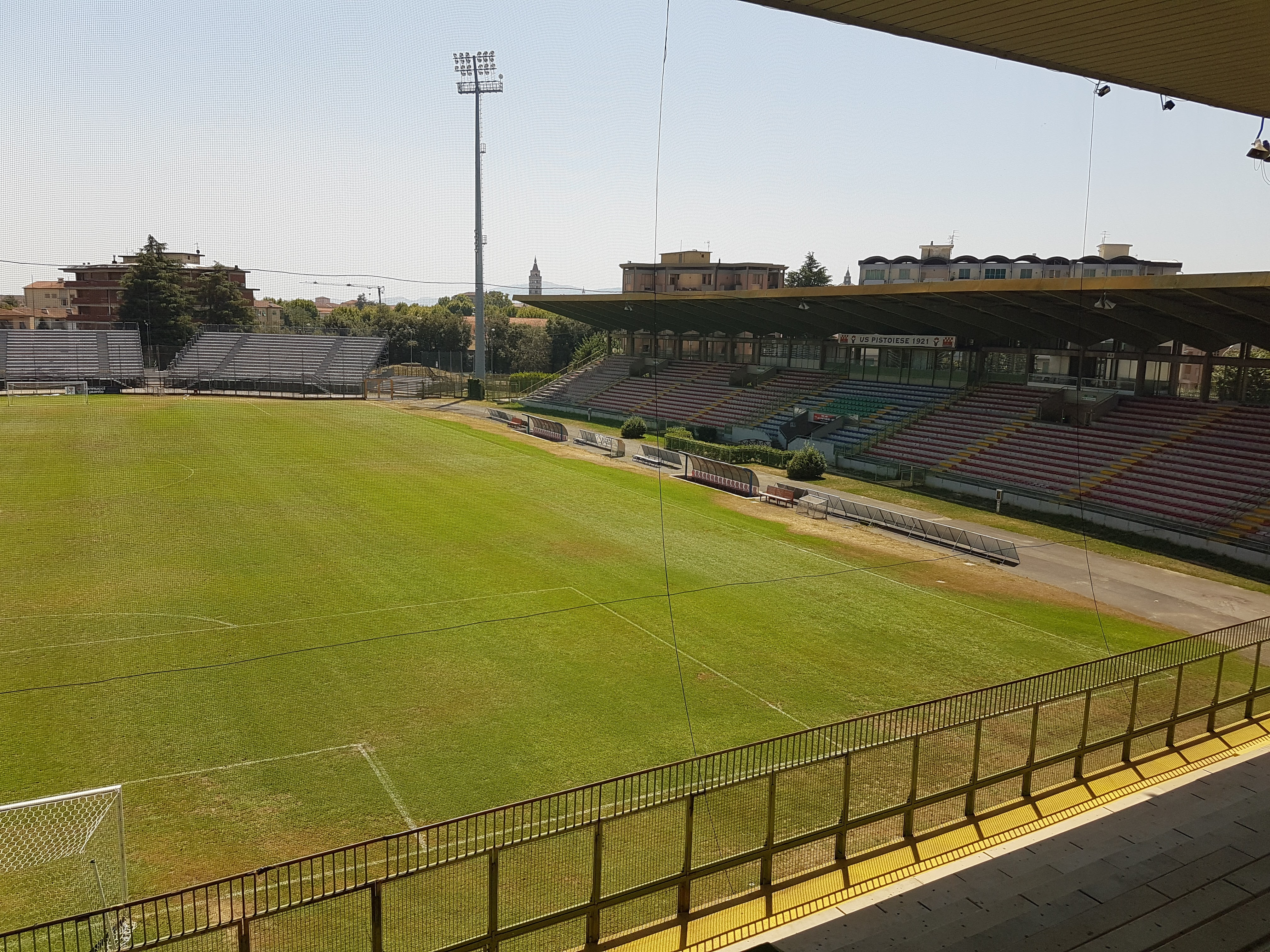
Estadio Marcello Melani.

El Pistoiese Football Club es un club de fútbol de Italia, con sede en Pistoya, en Toscana. Fue fundado en 1921 y refundado en varias oportunidades. Compite en la Serie D, cuarta categoría del fútbol italiano.

## Historia
El club fue fundado en 1921 como Unione Sportiva Pistoiese. Fue refundado en dos ocasiones: en 1988 como Associazione Calcio Pistoiese y en 2009 como Unione Sportiva Pistoiese 1921. A lo largo de su historia ha jugado una sola temporada en la Serie A, la 1980/81.

## Palmarés

### Torneos interregionales
- Serie C (1): 1976-77 (Grupo B)
- Serie C2 (1): 1992-93 (Grupo B)
- Campionato Interregionale (1): 1990-91 (Grupo A)
- Serie D (2): 1974-75 (Grupo E), 2013-14 (Grupo E)

### Torneos regionales
- Terza Divisione Toscana (1): 1923-24 (Grupo A)
- Eccellenza Toscana (1): 2010-11 (Grupo A)